# Zuzana Glaserová
Zuzana Glaserová (geboren am 27. Juli 1925 in Prag; gestorben am 20. März 1945 im KZ Hamburg-Tiefstack) war ein Opfer des Holocaust.

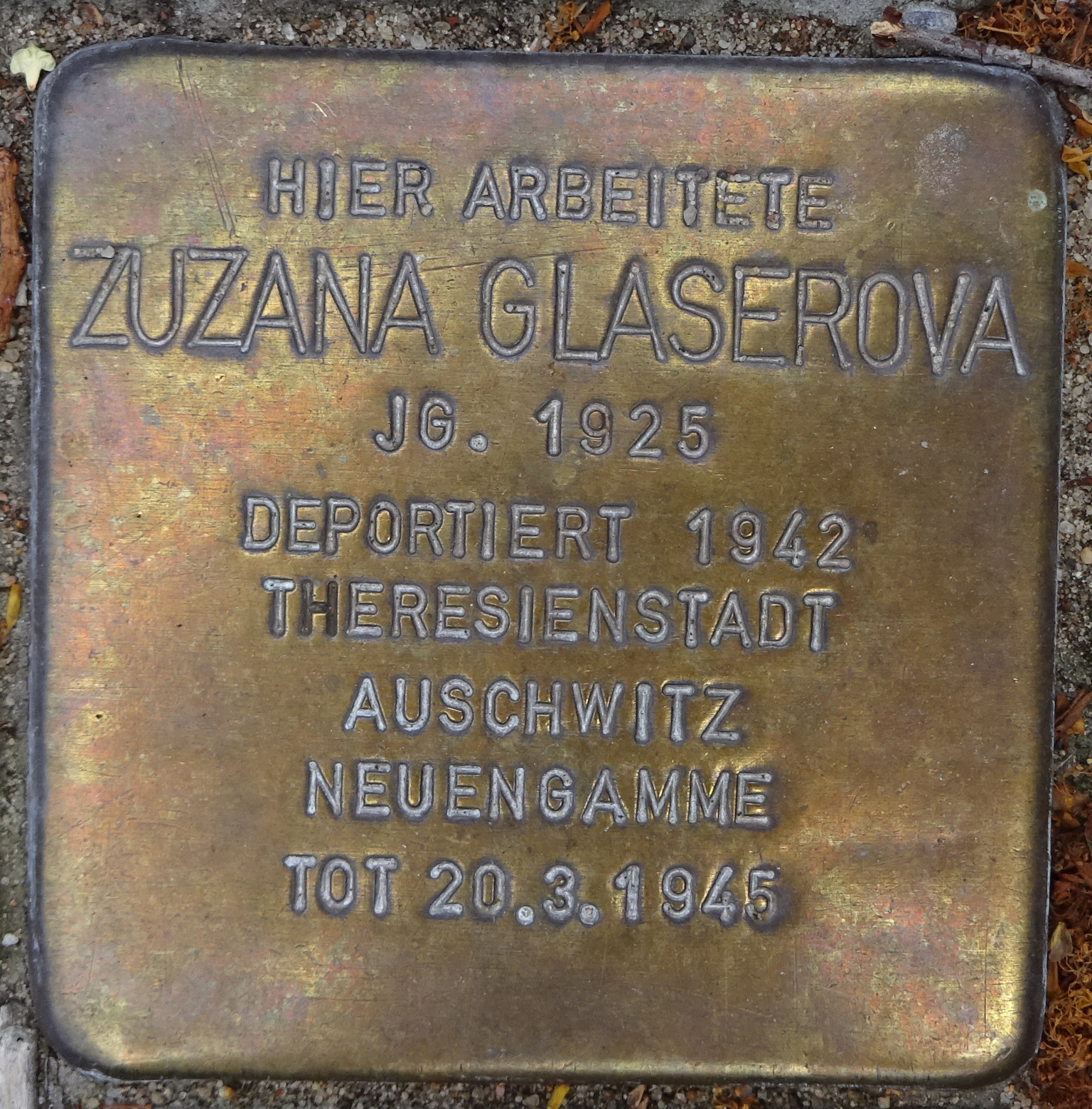
Stolperstein am Falkenbergsweg

## Leben
Die Mutter von Zusana Glaserová starb, als sie ein kleines Kind war. Sie lebte bis 1942 zusammen mit ihrem Vater Viktor Glaser und ihrer Schwester Marianne in ihrer Heimat Tschechien. Sie war 13 Jahre alt, als die deutschen Truppen am 15. März 1939 ihre Heimat besetzten. Daraufhin wurde ihr Vater seines Postens als Fabrikdirektor enthoben, weil er Jude war. Viktor Glaser zog daraufhin mit Zusana Glaserová in eine kleinere Wohnung nach Prag. Ihre Schwester emigrierte mit ihrem Ehemann nach Südamerika.
Im Februar 1942 erhielten Zusana Glaserová und ihr Vater die Anordnung, sich für eine „Umsiedlung“ in das Ghetto Theresienstadt zu melden. Am 12. Februar 1942 verließen sie Prag. Zehn Monate später starb Viktor Glaser. Glaserová wurde am 18. Dezember 1942 gemeinsam mit 2473 anderen Personen mit dem Transport Ds Nr. 1974, in das KZ Auschwitz gebracht und mit Häftlingsnummern gekennzeichnet.
Glaserová wurde durch einen Arzt der SS für arbeitsfähig erklärt und am 2. Juli 1944 in das KZ-Außenlager Hamburg-Dessauer Ufer verlegt. Im Rahmen des sogenannten Geilenberg-Programms mussten die Frauen bei Hamburger Raffinerien wie etwa Holborn, Julius Schmaller oder Rhenania-Ossag Aufräumarbeiten verrichten.
Am 13. September 1944 wurde Glaserová in das KZ-Außenlager Hamburg-Neugraben verlegt, wo sie bei Aufräumarbeiten nach Alliierten Luftangriffen und bei der Errichtung einer Behelfsheimsiedlung eingesetzt wurden. Neben harter Arbeit war der Alltag in diesem Lager von Kälte, ständiger Hungersnot, unzureichender Kleidung und permanenter Müdigkeit geprägt. Jeder Morgen wurde mit einem Zählappell eingeläutet. Die Arbeitszeit betrug 12 Stunden täglich ohne Pause. Bei der Rückkehr untersuchten die Aufseher die Frauen auf Lebensmittel und auch Bestrafungen gehörten zur Normalität des KZ-Lebens. Am 8. Januar wurden alle Neugrabener Häftlinge in das KZ-Lager Hamburg-Tiefstack überführt. Dort erlag Glaserová am 20. März 1945 im Alter von 19 Jahren den Verletzungen infolge eines Luftangriffs.